# Aleksander Gabszewicz
Aleksander Klemens Gabszewicz (Šiauliai, 6 dicembre 1911 – Malvern, 10 ottobre 1983) è stato un militare e aviatore polacco, che fu un pilota da caccia durante il corso della seconda guerra mondiale  con 8½ vittorie accertate, 2 probabili e 3 aerei danneggiati. Insignito della Croce d'oro dell'Ordine Virtuti militari n.29.

## Biografia
Nacque a Šiauliai il 6 dicembre 1911. Conseguì il diploma di scuola superiore presso il Miejskiego Gimnazjum Koedukacyjnego a Otwock nel 1931, e fu membro dell'Otwock Sports Club, dove giocò a basket. Tra il 1931 e il 1934 fu allievo ufficiale presso la Scuola cadetti di fanteria di Ostrów Mazowiecka. Fu nominato sottotenente con anzianità dal 15 agosto 1934, e tra il 1934 e 1935 conseguì il brevetto di pilota presso il Centro di addestramento piloti (CWL-1) di Dęblin e poi prestò servizio nel 1° Reggimento d'aviazione a Varsavia. Nel 1937 completò il corso di pilotaggio superiore a Grudziądz, e nel periodo dal 1937 all'agosto 1939 prestò servizio come comandante della 113 Eskadra Myśliwska. Promosso tenente nel corpo degli ufficiali dell'aviazione con anzianità il 19 marzo 1938. Dall'agosto al 18 settembre 1939 fu ufficiale tattico del IV/1 dywizjon myśliwski. Nell'estate del 1939, prima dello scoppio della guerra, fu al comando di un'imboscata tesa dal IV/1 Dyon a velivoli tedeschi che sconfinavano vicino al confine con la Prussia orientale. 
Alle 6.45 del 1 settembre 1939 decollò dal campo d'aviazione di Poniatowo vicino a Jabłonna come comandante della 114 Eskadra Myśliwska. Insieme al caporale pilota Andrzej Niewiara abbatté il primo aereo della Luftwaffe, un bombardiere Heinkel He 111 della 5.(K)/LG 1 su Ciechanów.  Quel giorno fu abbattuto in un altro combattimento aereo da un Messerschmitt Bf 110, mentre difendeva la capitale, Varsavia. Ferito a una mano e ustionato, si salvò lanciandosi con il paracadute con gli altri piloti polacchi che lo coprivano, mentre raggiungeva il suolo, dai tentativi del pilota tedesco di mitragliarlo e ucciderlo.

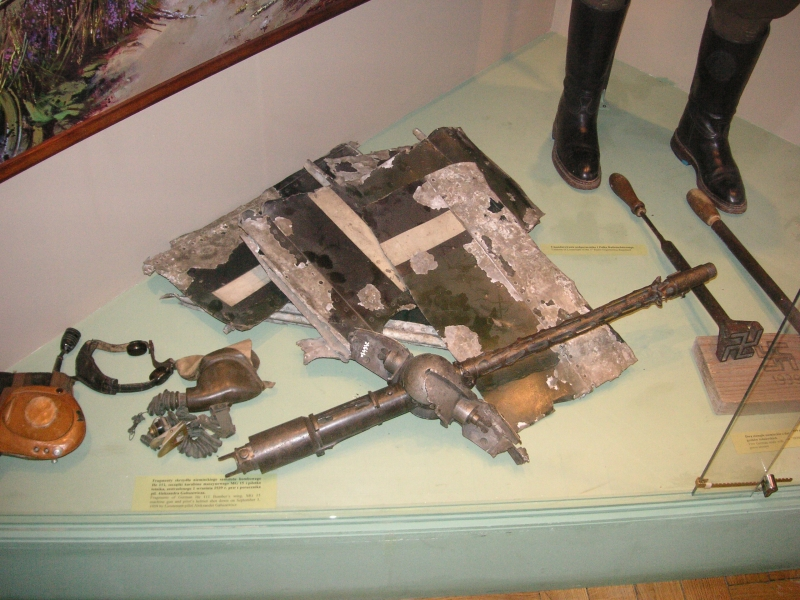
La mitragliatrice tedesca MG 15, il berretto da pilota e alcuni detriti appartenenti al bombardiere Heinkel He 111 abbattuto da Aleksander Gabszewicz il 1 settembre 1939.

Evacuato in Romania arrivò successivamente in Francia, dove prestò servizio in uno squadrone di addestramento, operante dalla base di Lyins, dotato dei caccia Caudron C.714 fino all'aprile 1940. Nel giugno 1940, volando su un Bloch MB 151 del GC III/10 di base a Besançon, partecipò a numerosi combattimenti aerei danneggiando un bombardiere Dornier Do 17. Trasferitosi in Gran Bretagna, dal 9 ottobre 1940 combatté nella battaglia d'Inghilterra come parte del No.607 RAF Fighter Squadron "Durham".
Dal 13 novembre 1940 divenne vicecomandante dello No.303 Polish Fighter Squadron di "Tadeusz Kościuszko". Il 2 febbraio 1941 fu trasferito al No.316 Polish Fighter Squadron "City of Warsaw" come comandante di squadriglia. Il 1 settembre 1941 fu promosso capitano. Dal 15 novembre 1941 al 4 giugno 1942 comandò il No.316 Polish Fighter Squadron e, successivamente, divenne ufficiale di collegamento presso il quartier generale del No.11 Group della Royal Air Force. Il 1 settembre 1942 fu promosso maggiore. Il 25 settembre di quest'anno assunse la carica di comandante del No.58 Operational Training Unit. Il 28 gennaio 1943 divenne comandante del 2° Stormo da caccia polacco di base a Heston. Dal 21 giugno al 12 dicembre 1943 comandò il 1° Stormo da caccia polacco di base a Northolt. Dal mese di dicembre 1943 fu assegnato, insieme ad altri piloti polacchi, al 56th Fighter Group della 8th Air Force dell'USAAF, equipaggiato con i caccia Republic P-47 Thunderbolt.
Il 20 febbraio 1944 prese il comando del 18° settore caccia polacco, la più grande unità di aviazione da caccia polacca all'estero. Il 1 settembre 1944 fu promosso tenente colonnello. Dal 12 luglio 1944 al 31 maggio 1945 comandò il 131° Stormo da caccia polacco assegnato alla 2ª Tactical Air Force operante dal territorio francese. Nel gennaio 1945 fu assegnato allo stato maggiore del No.84 Group Group 84 e nel febbraio dello stesso anno ritornò in Inghilterra assegnato di stanza alla base di Coltishall. Durante la guerra effettuò 183 voli operativi e 201 sortite di combattimento. 
Dopo la smobilitazione del 1947 si stabilì in Gran Bretagna, dove svolse attività di veterano: fu, tra gli altri, presidente dell'Associazione mondiale dei piloti polacchi e negli anni 1964-1969 e 1970-1982 fu presidente dell'Associazione dei piloti polacchi in Gran Bretagna. Il 1 ottobre 1966, il presidente della Repubblica di Polonia in esilio, August Zaleski, lo nominò colonnello e il 1 gennaio 1974 generale di brigata. Il 26 maggio 1977 e il 24 gennaio 1980 fu nominato membro del Comitato Principale del Tesoro Nazionale.
Si spense il 10 ottobre 1983 a Malvern, Worcestershire. Nel 1992 le sue ceneri furono portate in Polonia e, secondo la sua volontà, disperse a Dęblin e Poniatowo.
Fu il primo pilota polacco della storia a essere insignito della Croce d'oro dell'Ordine Virtuti militari.
Lo Spitfire TE311 appartenente al Battle of Britain Memorial Flight e dipinto con i colori che usava Gabszewicz in Germania dall'aprile al giugno 1945.

### Annotazioni
1. ↑  Nel 1938 fu assegnato ad un gruppo di piloti della IV/1 dywizjon myśliwski dell'aviazione presso l'aeroporto del Corpo di protezione dei confini di Sarny. Ha prestato servizio lì, con l'obiettivo di fornire copertura aerea al confine orientale.
2. ↑  In totale, solo 7 piloti polacchi hanno ricevuto questo riconoscimento.

### Fonti
1. ↑  Ciel de Gloire.
2. ↑  (PL) "Lista Bajana", su polishairforce.pl.
3. 1 2  Netfriend.
4. 1 2 3  Łukomski, Polak, Suchcitz 1997, p. 369.
5. 1 2 3 4 5 6 7 8 9 10 11 12 13  Pspbis.
6. 1 2  Krzystek, Krzystek 2012, p. 185.
7. 1 2  Sikora 2014, p. 200.
8. ↑  Marius Emerling, Pierwszy zestrzał w campanii wrześniowej 1939 r. – Mit ppor.pil. Władysława Gnysia, in Lotnictwo Wojskowe Nr.5/2002.
9. 1 2  Zieliński 1994, p. 20.
10. ↑  Zieliński 2005, p. 50.
11. ↑  Zieliński 2005, p. 51.
12. ↑  (EN) BBMF Spitfire TE311 is 75!, su Memorialflightclub. URL consultato il 17 settembre 2021.
13. 1 2 3 4 5 6 7 8  Traces of War.
14. ↑  Łukomski, Polak, Suchcitz 1997, p. 409.